# Очеретоватский сельский совет (Токмакский район)
Очеретоватский сельский совет (укр. Очеретуватська сільська рада) — входит в состав
Токмакского района
Запорожской области
Украины.
Административный центр сельского совета находится в 
с. Очеретоватое.

## Населённые пункты совета
- с. Очеретоватое
- с. Скелеватое